# المرأة في النافذة (فلم)
المرأة في النافذة هو فيلم إثارة أمريكي إنتاج 2021 من إخراج جو رايت،الفيلم مبني على رواية تحمل نفس الاسم.الفيلم من بطولة إيمي آدمز،غاري أولدمان وجوليان مور.تم عرض الفيلم على نتفليكس في 14 مايو 2021.

## روابط خارجية
مقالات تستعمل روابط فنية بلا صلة مع ويكي بيانات